# Philippe de Gaulle
Philippe de Gaulle (París, 28 de diciembre de 1921-París, 13 de marzo de 2024) fue un almirante y político francés. Hijo del general Charles de Gaulle e Yvonne de Gaulle, fue senador e inspector general de la Marina Nacional de Francia. Se casó con Henriette de Montalambert de Cers en 1947 y tuvo cuatro hijos: Charles, Yves, Jean y Pierre.

## Carrera política
De 1986 a 2004 (reelegido en 1995), De Gaulle fue senador por París en el RPR y la UMP. Hacia finales de la década de 1960, un partido gaullista "legitimista" dirigido por Joseph Bozzi defendió a Philippe de Gaulle como el único heredero legítimo del gaullismo. La influencia del joven De Gaulle, sin embargo, fue muy baja.

## Vida personal
El 30 de diciembre de 1947, De Gaulle se casó con Henriette de Montalembert Cers (1 de enero de 1929 - 22 de junio de 2014), descendiente de la familia del marqués de Montalembert. El matrimonio fue bendecido por el almirante Georges Thierry d'Argenlieu, uno de los comandantes de las Fuerzas Navales de la Francia Libre durante la guerra. La pareja tuvo cuatro hijos:
- Charles de Gaulle (Dijon, 25 de septiembre de 1948), abogado de empresa, primer eurodiputado de la UDF y del RPR, se incorporó al Frente Nacional en mayo de 1999.

- Yves de Gaulle (Rabat, Marruecos, 1 de septiembre de 1951), tecnócrata, secretario general de GDF SUEZ.

- Jean de Gaulle (Bourg-en-Bresse, 13 de junio de 1953), exdiputado de Deux-Sèvres y de París (1986-2007, dimitido), se convirtió en maestro del Tribunal de Cuentas.

- Pierre de Gaulle (Suresnes, 20 de junio de 1963).

De Gaulle cumplió 100 años en diciembre de 2021 y murió el 13 de marzo de 2024, a la edad de 102 años.

## Algunas publicaciones
Por Philippe de Gaulle
- Mémoires accessoires 1921-1946, éd. Plon, 1997 ISBN 225918586X
- Mémoires d'espoir, l'esprit de la Ve., con Charles de Gaulle, éd. Plon, 1999, ISBN 2259191371
- Mémoires accessoires 1947-1979, éd. Plon, 2000, ISBN 2259185878
- Les trente jours qui ont fait de Gaulle, con Michel Tauriac, éd. Economica, 2002, ISBN ISBN 2-7178-4352-3
- De Gaulle, mon père 2 tomos, con Michel Tauriac, éd. Plon, 2003-2004, ISBN 226614331X y ISBN 2266143301, Premio Honor y Patria 2004
- Mon père en images, con Michel Tauriac, éd. Michel Lafon, 2006, ISBN ISBN 2-7499-0547-8

Sobre Philippe de Gaulle
- Réplique à l'amiral de Gaulle, por Henri-Christian Giraud (dir.), Monaco, éd. du Rocher, 2004
- Les erreurs de l'amiral de Gaulle, por Jean Mauriac, Le Monde, 28 de marzo de 2004
- Du Général à l'Amiral, por Pierre Nora (dir.), Le Débat, marzo-abril de 2005

## Condecoraciones
- Gran cruz de la Legión de honor (2005)
- Gran cruz de la orden nacional del Mérito
- Croix de guerre 1939-1945
- Medalla de la Aeronáutica